# جرج آر. سویفت
جرج رابینسون سویفت (به انگلیسی: George Robinson Swift) سناتور سابق عضو حزب دموکرات ایالات متحده آمریکا بود. وی در سال ۱۹۴۶ میلادی سناتور ایالت آلاباما در سنای ایالات متحده آمریکا بود.